# Tehnika lomljenih ligatura
Tehnika lomljenih ligatura odnosno metoda kompozitnih ligatura jest izum hrvatskog kanonika i tiskara Blaža Baromića. 
To je posebna tehnika slaganja ligatura od poluslova. Baromić je to preuzeo iz glagoljskih rukopisa. 
Za primijeniti ovu metodu potrebna je iznimna estetsku osjetljivost. Poslije Blaža Baromića ne susreće se više nigdje u povijesti inkunabula.